# 로툰델라 로툰다
로툰델라 로툰다(Rotundella rotunda)는 녹조강 스파이로플레아목에 속하는 육상 녹조류의 일종이다. 로툰델라과(Rotundellaceae)와 로툰델라속(Rotundella)의 유일종이다. 모식산지는 미국 캘리포니아주의 조슈아 트리 국립공원이다.